# 克里瓦帕蘭卡市鎮

所在位置

克里瓦帕蘭卡市鎮是北馬其頓的一個市镇，行政中心为克里瓦帕蘭卡。該市镇北接塞爾維亞，東臨保加利亞，西鄰蘭科夫采市鎮，南毗馬其頓卡梅尼察市鎮、克拉托沃市鎮和科查尼市鎮，總面積480.81平方公里，2002年人口20,820。 

## 外部連結
- 官方网站  （馬其頓文）